# Bandeirantes do Tocantins
Pour les articles homonymes, voir Bandeirantes.
Bandeirantes do Tocantins est une municipalité brésilienne située dans l'État du Tocantins.